# ActiveSync
ActiveSync è un programma prodotto da Microsoft a partire dal 1996, è dedicato alla sincronizzazione di dati tra dispositivi mobili e computer desktop.
Il programma non deve essere confuso con Exchange ActiveSync (noto anche come EAS) e con Exchange Web Services.